# Joan Akers
Joan Akers is een fictieve persoon uit de Britse televisieserie Coronation Street. Deze rol werd gespeeld door Anna Cropper

## Leven
Joan Akers was een jonge vrouw die mentaal in de war was na de dood van haar baby. Ze ontvoerde Christopher Hewitt in 1962, het kind van Concepta Riley en Harry Heiwitt. Na een paar dagen kwam ze Elsie Tanner tegen, de buurvrouw van Concepta en Harry. Ze nodigde Elsie uit om bij haar binnen te komen. Daar zag Elsie de baby liggen. Ze herkende het kind van de buren en schakelde de politie in. De politie pakte Joan op en bracht de baby terug naar zijn echte ouders.

## Trivia
- In de periode dat Anna Cropper de rol van Joan speelde, was zij in het echte leven getrouwd met acteur William Roache. Hij speelde de rol van Ken Barlow in de serie.

Concepta Riley · Elsie Lappin · Florrie Lindley · Joan Akers · Lionel Petty· May Hardman · Sandra Petty · Vera Lomax